# مشرفة الهزاع (الرقة)
مشرفة الهزاع قرية سورية تتبع ناحية عين عيسى في منطقة تل أبيض في محافظة الرقة. بلغ عدد سكانها 187 نسمة في عام 2004 حسب إحصاء المكتب المركزي للإحصاء.